# ألبرت غوموندسون
ألبرت غوموندسون (5 أكتوبر 1923 بريكيافيك في آيسلندا - 7 أبريل 1994 بريكيافيك في آيسلندا) هو مدرب كرة قدم وسياسي ولاعب كرة قدم أيسلندي في مركز الوسط. شارك مع منتخب آيسلندا لكرة القدم. أما مع النوادي، فقد لعب مع إيه سي ميلان وراسينغ كولومب ونادي أرسنال ونادي رينجرز ونادي فالور ونادي نانسي ونادي نيس ونادي نانسي (نادي كرة قدم).

## وصلات خارجية
- ألبرت غوموندسون على موقع مونزينجر (الألمانية)

- ألبرت غوموندسون على موقع قاعدة بيانات كرة القدم.إي يو (الإنجليزية)
- ألبرت غوموندسون على موقع ناشيونال فوتبول تيمز (الإنجليزية)